# Sevierville
Sevierville (en anglais : [səˈvɪərvɪl]) est une ville des États-Unis, siège du comté de Sevier, dans l’État du Tennessee. Sa population s’élevait à 14 807 habitants lors du recensement de 2010 et est estimée à 16 531 habitants en 2018.

## Toponymie
Son nom rend hommage à John Sevier, qui fut gouverneur du Tennessee de 1803 à 1809.

## Source
- (en) Cet article est partiellement ou en totalité issu de l’article de Wikipédia en anglais intitulé « Sevierville, Tennessee » (voir la liste des auteurs).

1. ↑  « Population and Housing Unit Estimates » (consulté le 2 août 2019)
2. ↑  « Census of Population and Housing: Decennial Censuses », United States Census Bureau (consulté le 4 mars 2012)
3. ↑  « Incorporated Places and Minor Civil Divisions Datasets: Subcounty Resident Population Estimates: April 1, 2010 to July 1, 2012 » [archive du 17 juin 2013], sur Population Estimates, U.S. Census Bureau (consulté le 11 décembre 2013)